# Grüner Plan
Der Grüne Plan war ein Förderprogramm der 1950er Jahre, mit dem die Landwirtschaft in der Nachkriegszeit in Deutschland gefördert wurde. Ziel waren Strukturen im ländlichen Raum, die sich leichter bewirtschaften ließen und für die Ernährung der Bevölkerung ausreichten.

## Ausgangslage

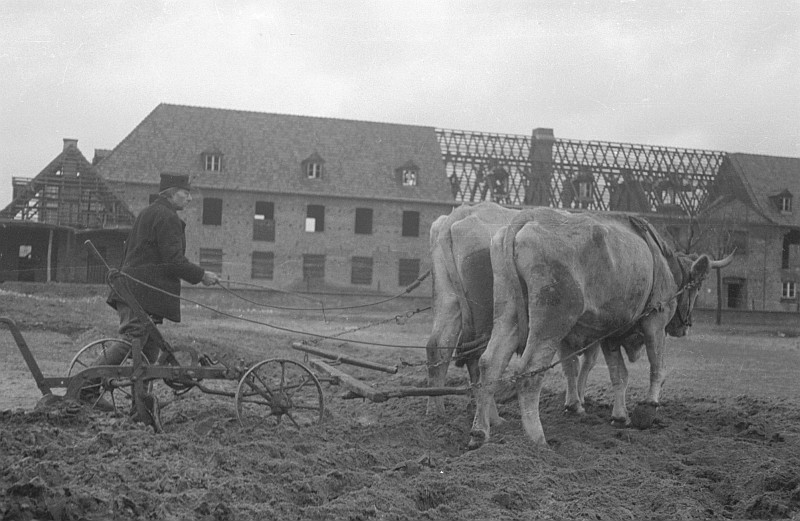
Bestellung mit einem 2-Schar-Beetpflug

Durch Erbfolge in Realteilung gab es in einigen Ländern wie Hessen und Baden-Württemberg viele Höfe mit kleinen und verstreut liegenden Wiesen, Weiden und Äckern. Diese wurden zudem traditionell mit Pferden und Ochsen beackert. Es fehlte an landwirtschaftlichen Maschinen. Auch die Verkaufssituation für landwirtschaftliche Produkte sollte verbessert werden. Unter dem Schlagwort „Bauer kann sein, wer Bauer sein will“ sollten so viele Höfe wie möglich erhalten bleiben, auch Höfe, die eigentlich wirtschaftlich nicht konkurrenzfähig waren. Zudem wollte die Christlich Demokratische Union Deutschlands unter Konrad Adenauer durch diese Reform die der CDU nahestehende Klientel an sich binden. Das Landwirtschaftsgesetz von 1955 sollte dies, nicht zuletzt durch die Einführung von Subventionen, sicherstellen. Trotzdem mussten in den folgenden Jahren viele Betriebe, aufgrund fehlender Rentabilität, aufgegeben werden.

## Maßnahmen

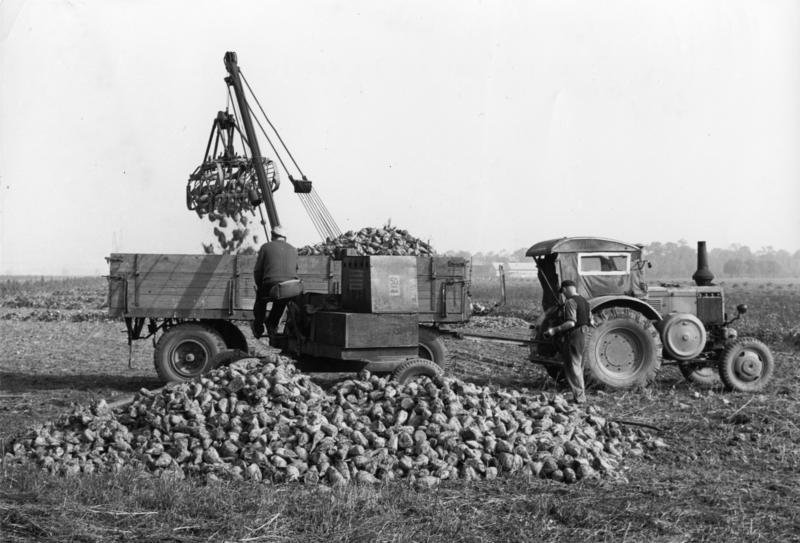
Rübenernte 1957

Eingeführt wurden Subventionen für Getreide, Milch und Fleisch. Bauern wurden hohe Verkaufserlöse garantiert. Eine Flurbereinigung wurde durchgeführt, bei der die kleinen zerstückelten Grundstücke neu gefasst wurden, die Landschaft wurde radikal neu strukturiert, Hecken abgeholzt, Streuobstwiesen in Plantagen umgewandelt und Bäche begradigt. Landwirte erhielten Zuschüsse, um Zugtiere durch Schlepper und Mähdrescher zu ersetzen und aus beengten Ortslagen auf Aussiedlerhöfe umzusiedeln.
Der Lebensstandard auf dem Land lag unter dem in der Stadt. Hier wurde Infrastruktur wie Strom- und Abwasseranschlüsse geschaffen, außerdem eine Altershilfe für Bauern und die Möglichkeit einer Ausbildung in andere Berufe für Nachgeborene, für die im Familienbetrieb kein Platz war.

## Folgen
Die Agrarsubventionen führten in Folge zu Überproduktionen von landwirtschaftlichen Gütern. Ein Butterberg entstand. Die Flurbereinigungsmaßnahmen führten zu ökologischen Problemen. Ökosysteme wurden durch diese Maßnahmen zerstört. Durch Modernisierungs- und Neubaumaßnahmen ging vielfach das traditionelle Erscheinungsbild der Dörfer und Bauernhäuser verloren. Um diese negativen Folgen zu beheben, wurden Bäche später wieder renaturiert und Streuobstwiesen anschließend gefördert.